# Fire (Beth Ditto)
Fire is een nummer van de Amerikaanse zangeres Beth Ditto uit 2017. Het is de eerste single van haar debuutalbum Fake Sugar.
Het nummer werd een radiohitje in een aantal Europese landen, maar het bereikte enkel de hitlijsten in Frankrijk en België. In Vlaanderen haalde het nummer de Tipparade. In Nederland deed het nummer niets in de hitlijsten.